# 普谢拜
普谢拜（羅馬化：Psebay）是俄罗斯克拉斯诺达尔边疆区的市级镇，属莫斯托夫斯科伊区，位于库班河流域内小拉巴河（Малая Лаба，与大拉巴河汇流成为拉巴河）河畔，地处克拉斯诺达尔边疆区东南部，在区行政中心莫斯托夫斯科伊南、边疆区首府克拉斯诺达尔东南方。
该地2021年人口有10,311人；2010年人口10,839；2002年人口11,031；1989年人口11,207。